# Dawny ratusz w Gorzowie Wielkopolskim
Dawny ratusz w Gorzowie Wielkopolskim – mieści się przy ulicy Obotryckiej 16. Obecnie nieużytkowany, przewidziany do rozbudowy i adaptacji na potrzeby Urzędu Miasta. 
Budynek był budowany od 2 lipca 1923 roku do 7 października 1924 roku. Jednym z powodów budowy mógłby być m.in. pożar starego ratusza w dniu 18 października 1919, który spowodował znaczne szkody materialne.
Na niskim parterze nowo wybudowanej budowli został umieszczone: magazyn papieru, drukarnia i introligatornia. Na wysokim parterze zostały umieszczone biuro meldunkowe z obszerną salą dla petentów oraz kancelaria i pokoje z maszynami do pisania. Na pierwszym piętrze zostały umieszczone gabinety nadburmistrza, burmistrza, dyrektora biura, pokoje dla referentów, straży i wydziału policji kryminalnej. Na drugim piętrze, po stronie zachodniej, zostały umieszczone sala posiedzeń rady miejskiej z garderobą oraz pokoje referentów i stenotypistek. Na poddaszu zostały umieszczone biura płac, pokój referenta i siły pomocniczej. Gmach nowego ratusza został połączony z budynkiem dawnego sierocińca, wybudowanego w latach 1823–1824.
Po zajęciu miasta przez armię sowiecką w styczniu 1945 roku w budynku ratusza
do 1946 roku miała siedzibę wojenna komendantura miasta pułkownika Josifa Draguna.
W latach 1953–1956 budynek był siedzibą miejscowego Urzędu Bezpieczeństwa.
W późniejszym czasie gmach przejęła Milicja dla potrzeb Miejskiej Komendy Milicji. Po upadku komunizmu na przełomie lat 80. i 90. gmach był w dyspozycji Policji Państwowej dla potrzeb Miejskiej Komendy Policji. Nowym przeznaczeniem gmachu ma być, zgodnie z pierwotną funkcją, siedziba władz miejskich.
Gmach dawnego ratusza mieści się w południowo-wschodniej części Starego Miasta, usytuowany jest na nieregularnej działce budowlanej, na łuku po północno-wschodniej stronie skrzyżowania ulic Obotryckiej i Zbigniewa Herberta. Budowla posiada zwartą, masywną bryłę w kształcie prostopadłościanu, pokrytego wysokim dachem. W sensie formalnym jest to budowla o czterech kondygnacjach, podpiwniczona, pokryta wysokim, asymetrycznym dachem dwuspadowym z użytkowym strychem.

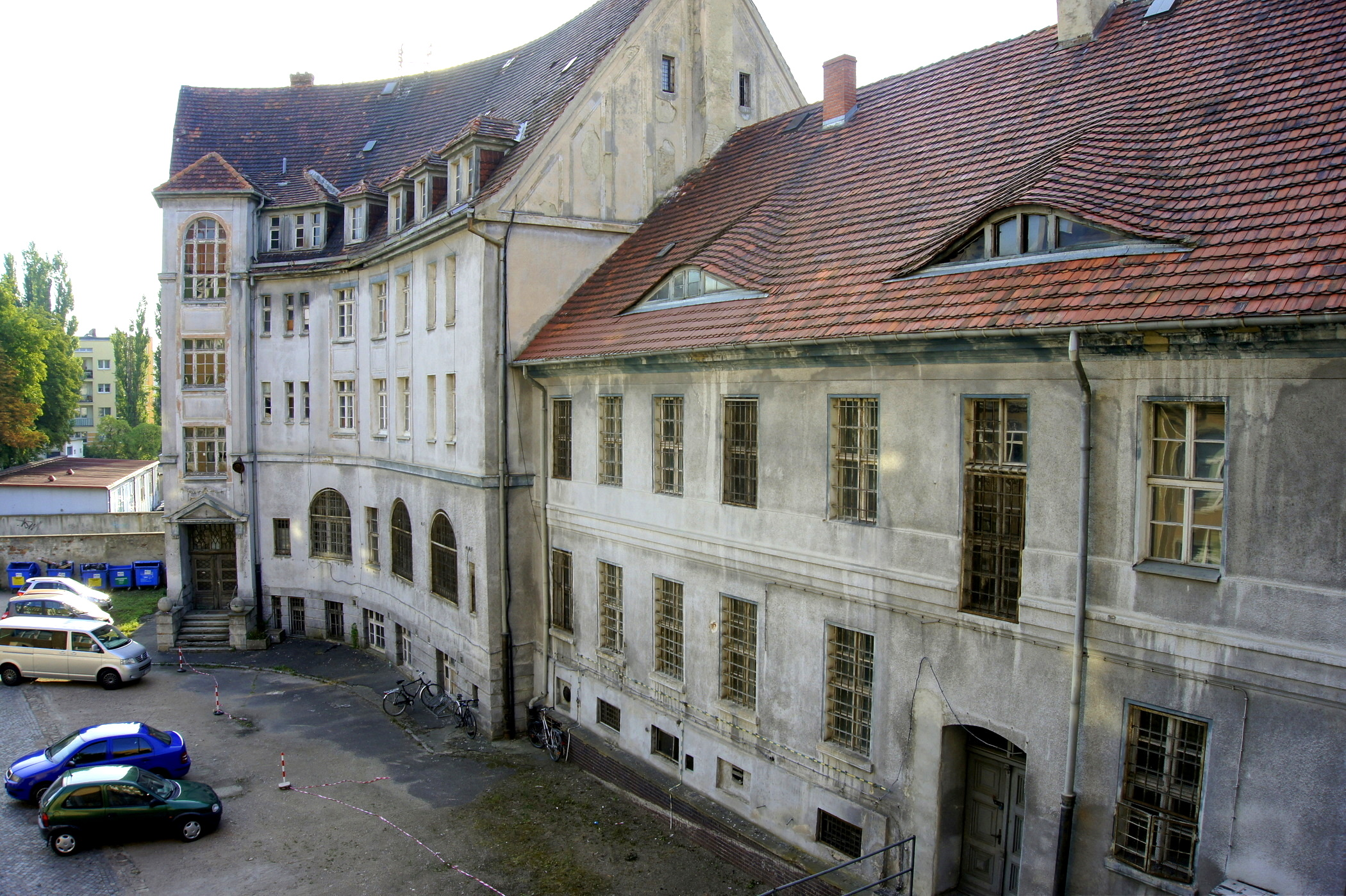
Dziedziniec

Kondygnacje budowli mają obszerny korytarz na osi, z którego jest dostęp do pokojów biurowo-administracyjnych. Poszczególne kondygnacje są połączone z budynkiem dawnego sierocińca, przylegającego do budynku ratusza od zachodu. W drugiej kondygnacji nad wejściem z klatki schodowej na korytarz znajduje się wykonany z mozaiki w polu zamkniętym półkoliście herb miasta: czerwony orzeł brandenburski na białym tle z zielonymi koniczynami w szponach. W trzeciej kondygnacji umieszczony jest pokój nadburmistrza i burmistrza oraz pokój dla straży. W czwartej kondygnacji, od zachodu, znajduje się pomieszczenie posiedzeń rady miejskiej.

## Galeria

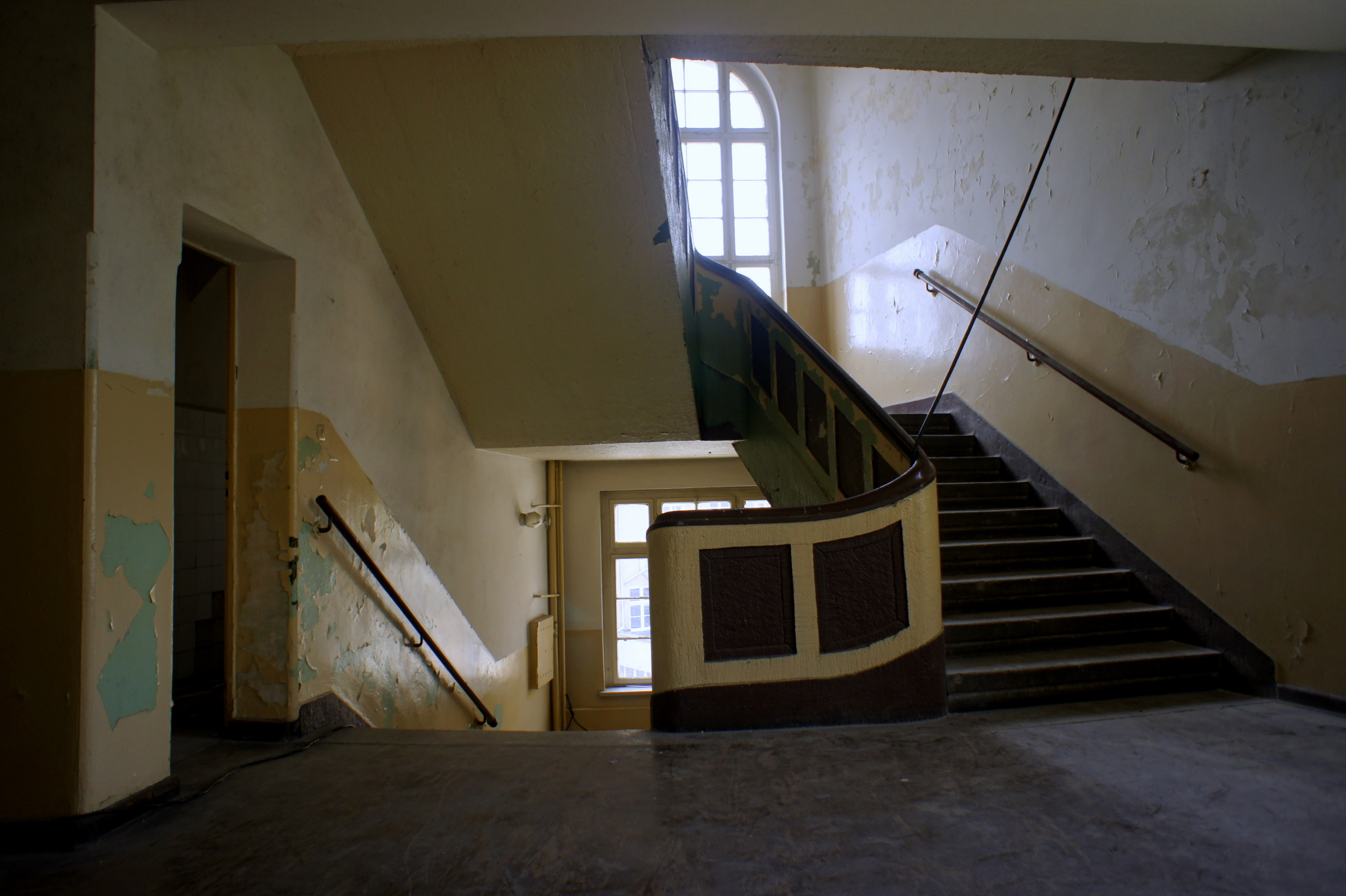
Opuszczony gmach landsberskiego ratusza – klatka schodowa
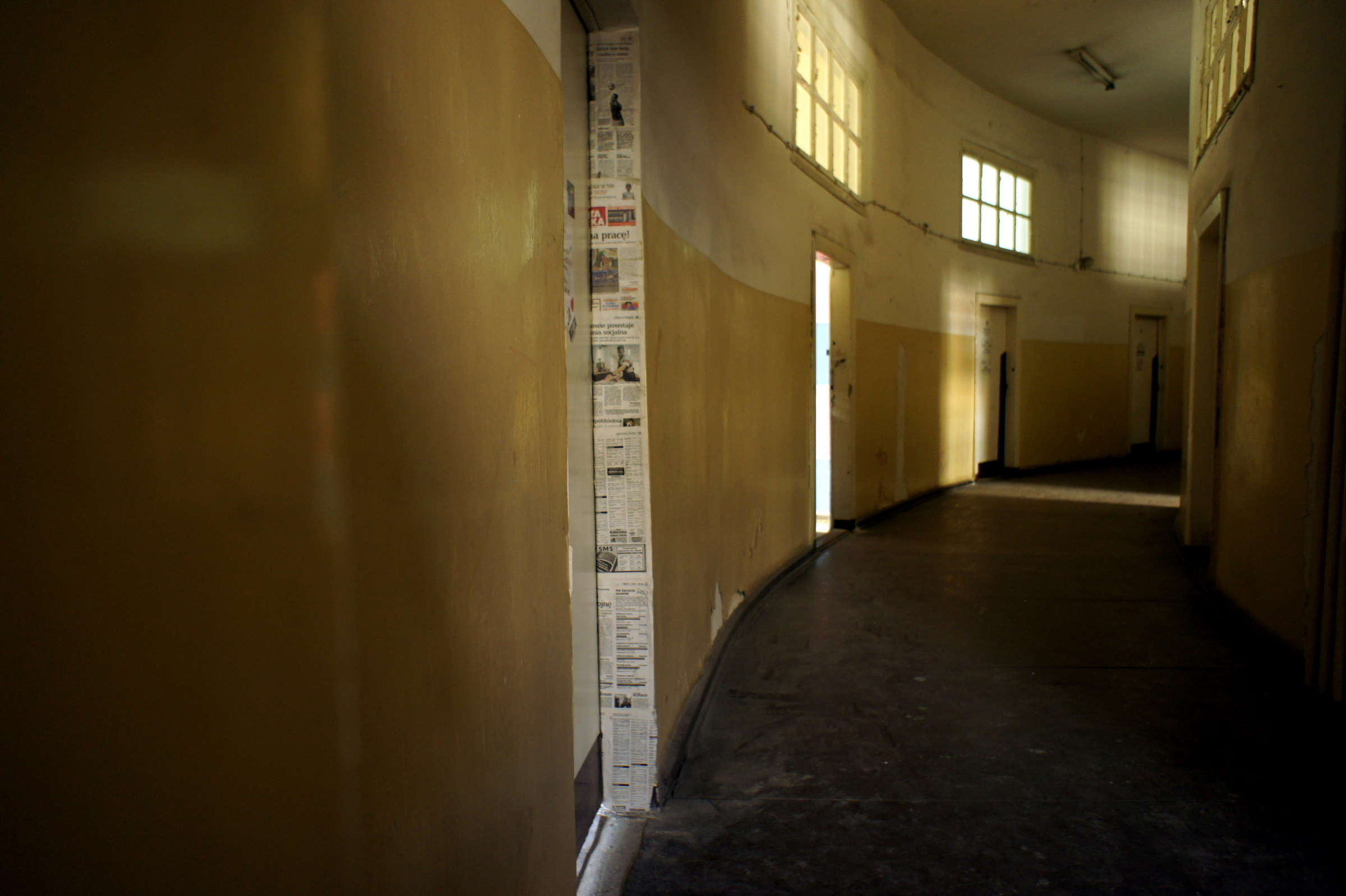
- korytarz
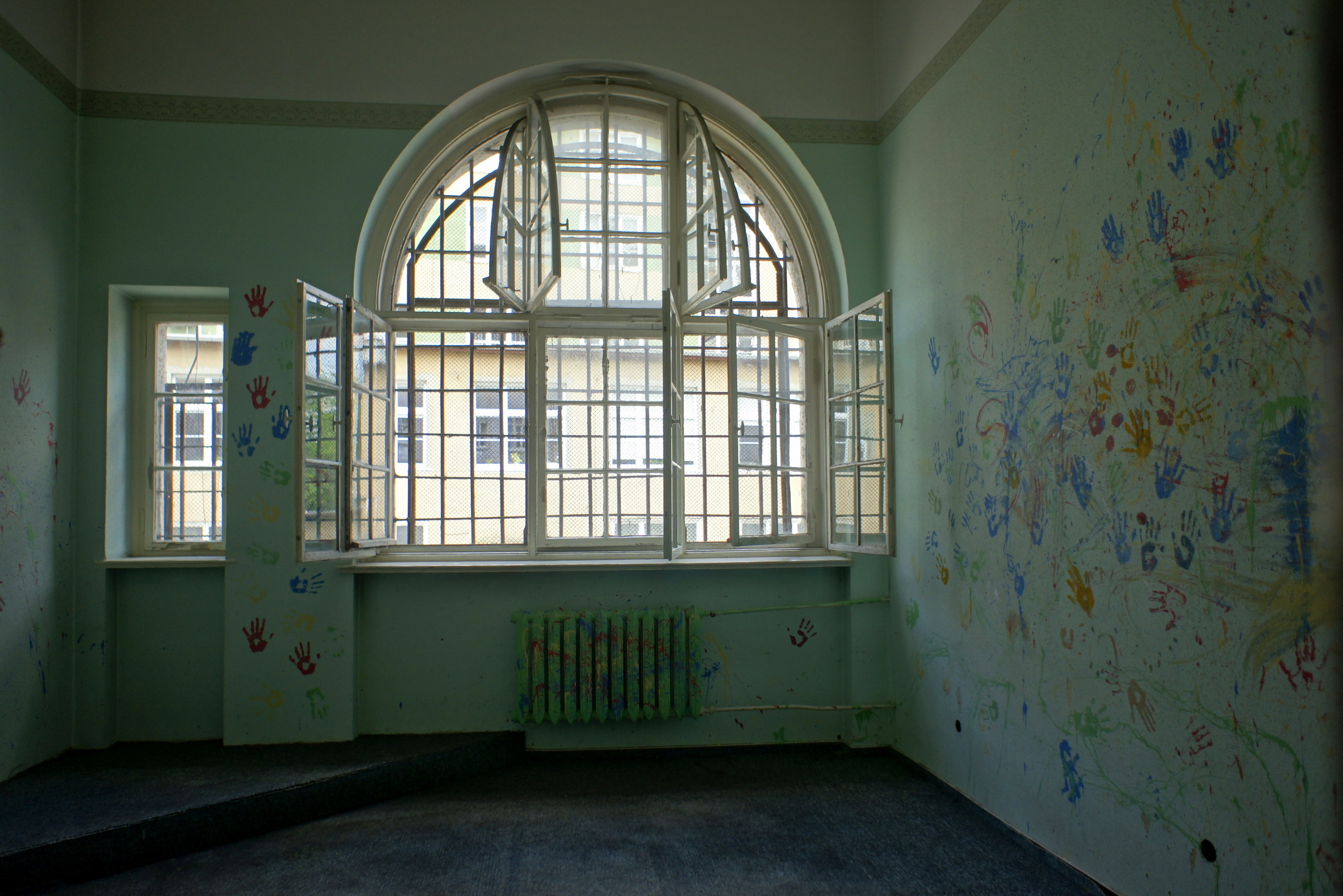
- jedno z biur
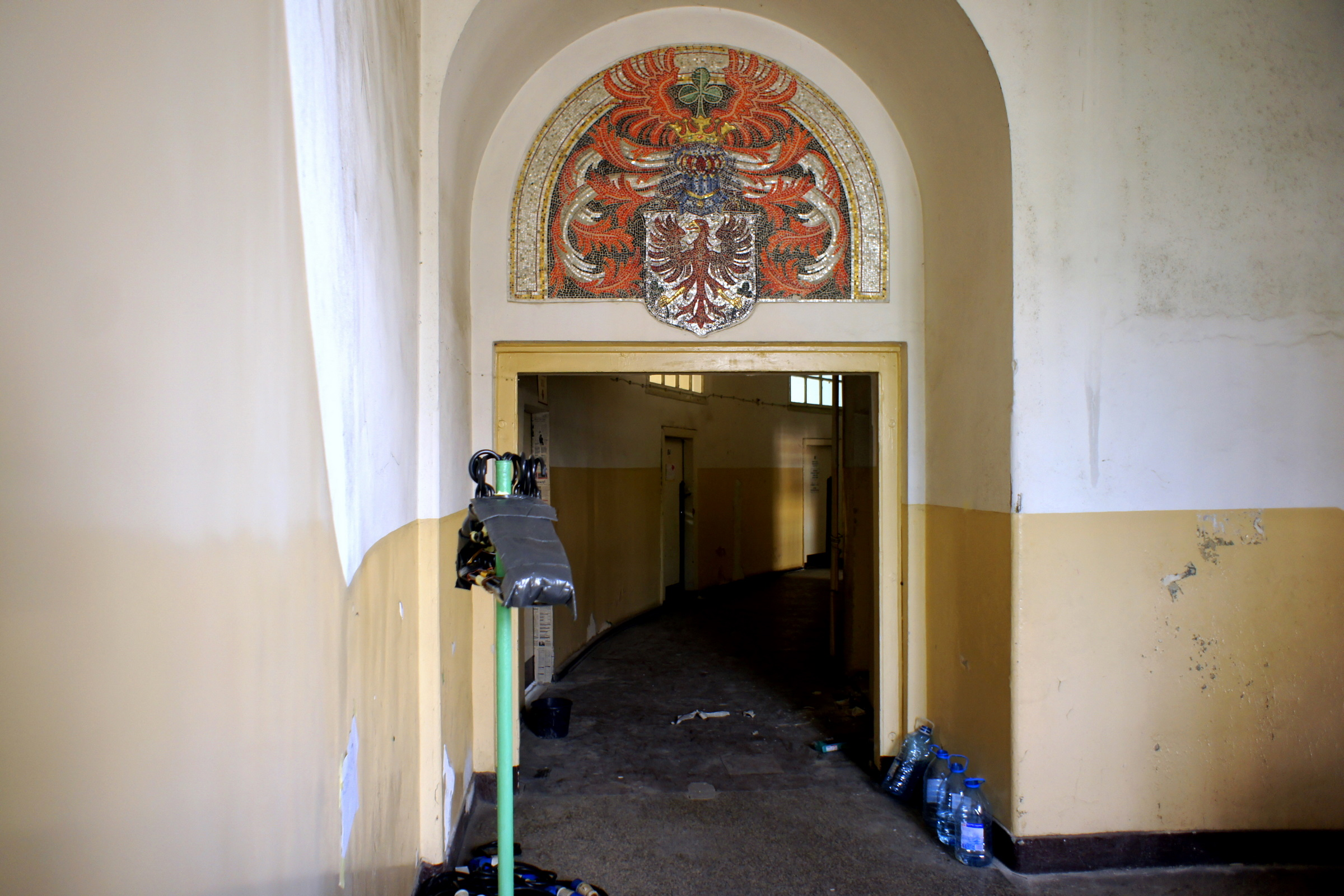
- mozaika z herbem miasta
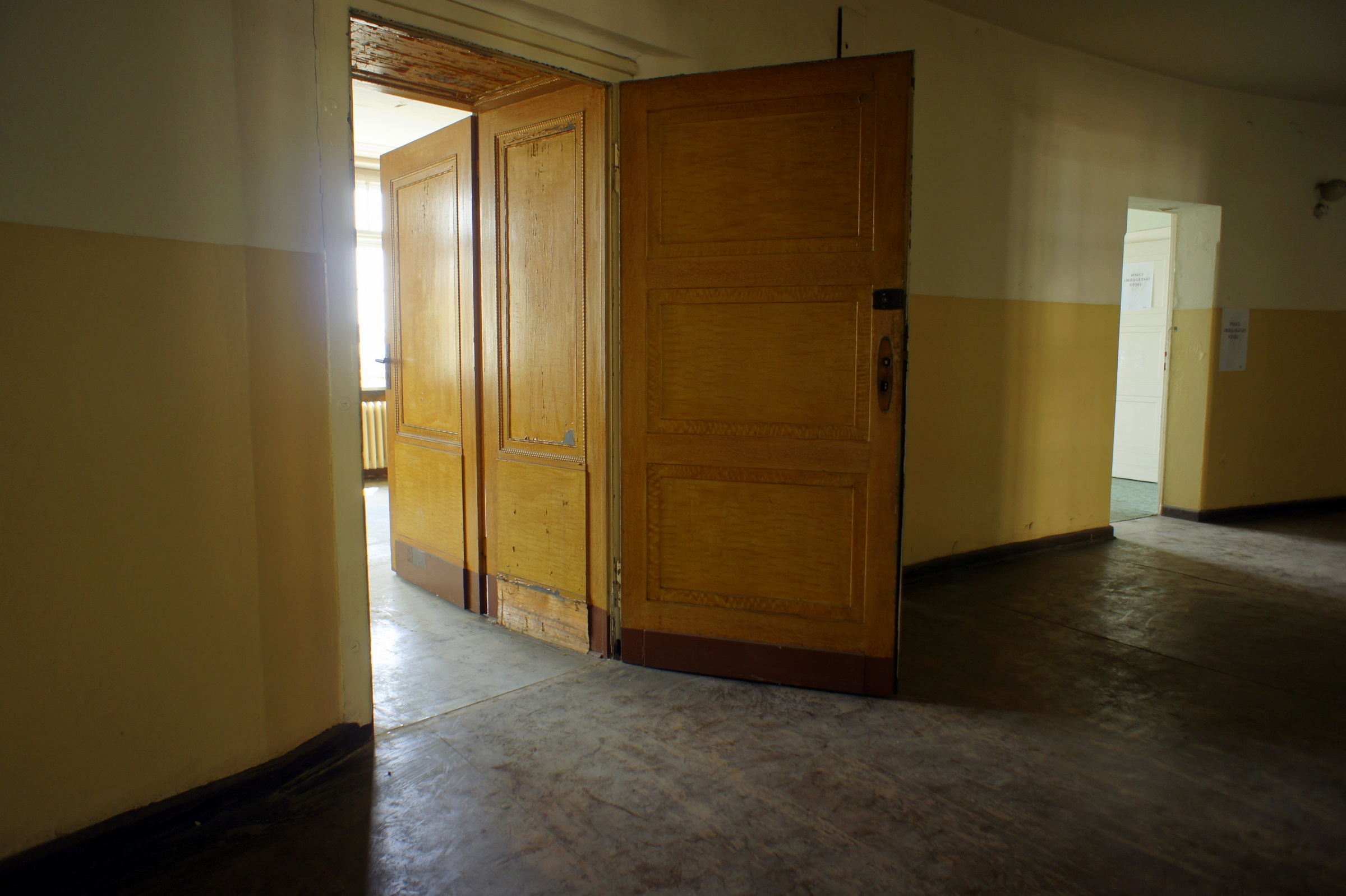
- wejście do gabinetu nadburmistrza Otto Gerloffa
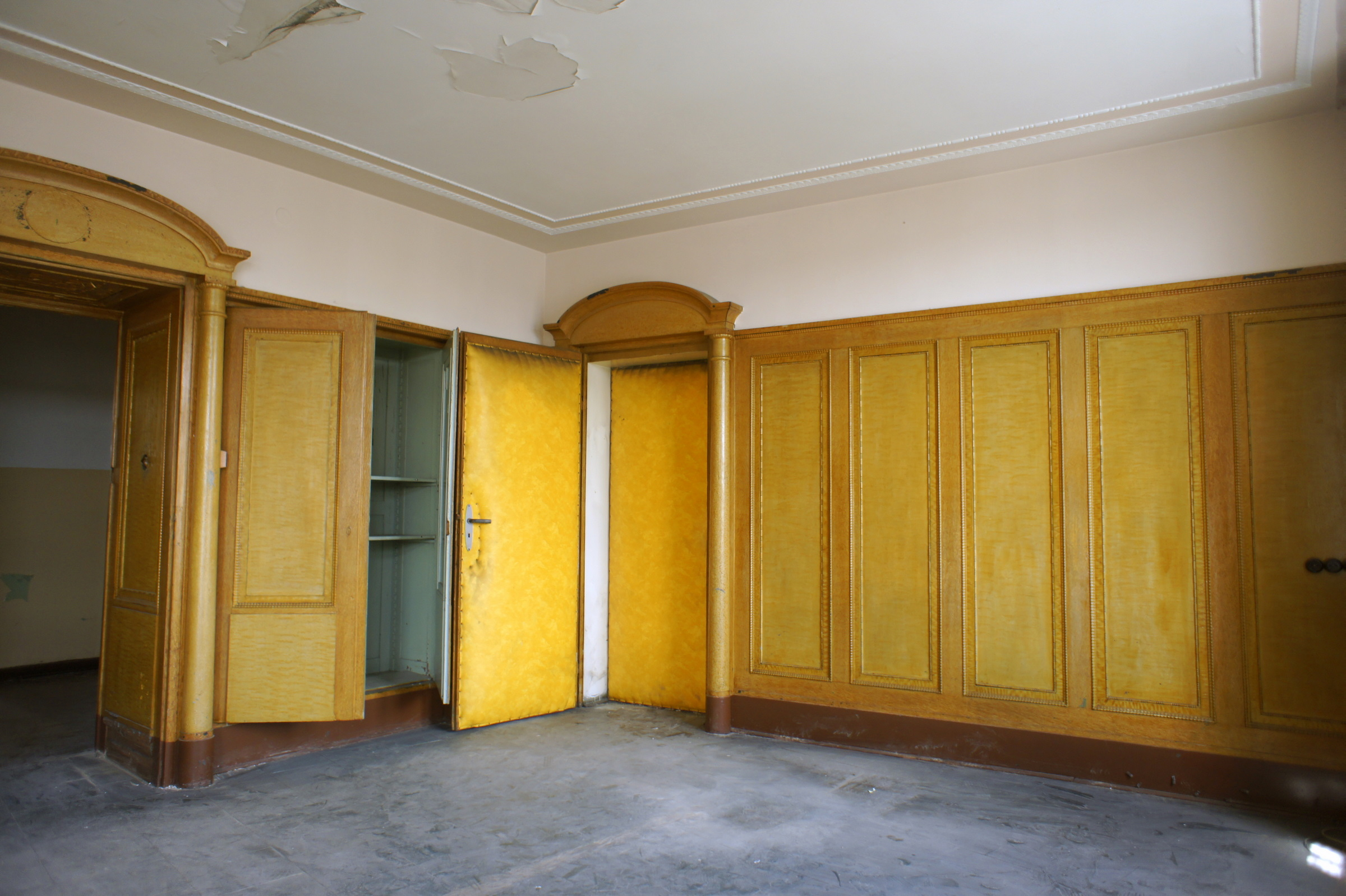
- gabinet nadburmistrza
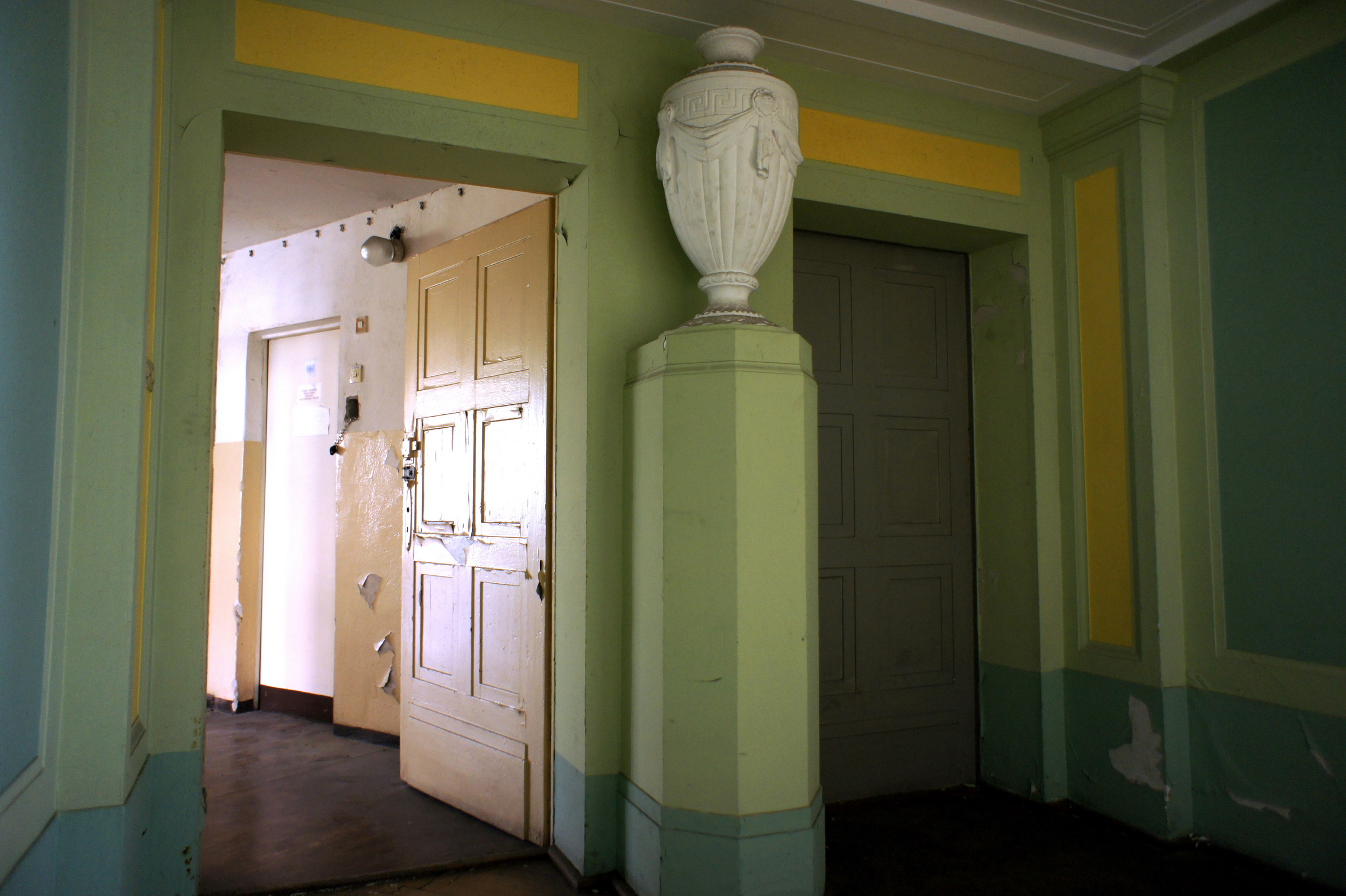
- sień przed salą posiedzeń członków rady
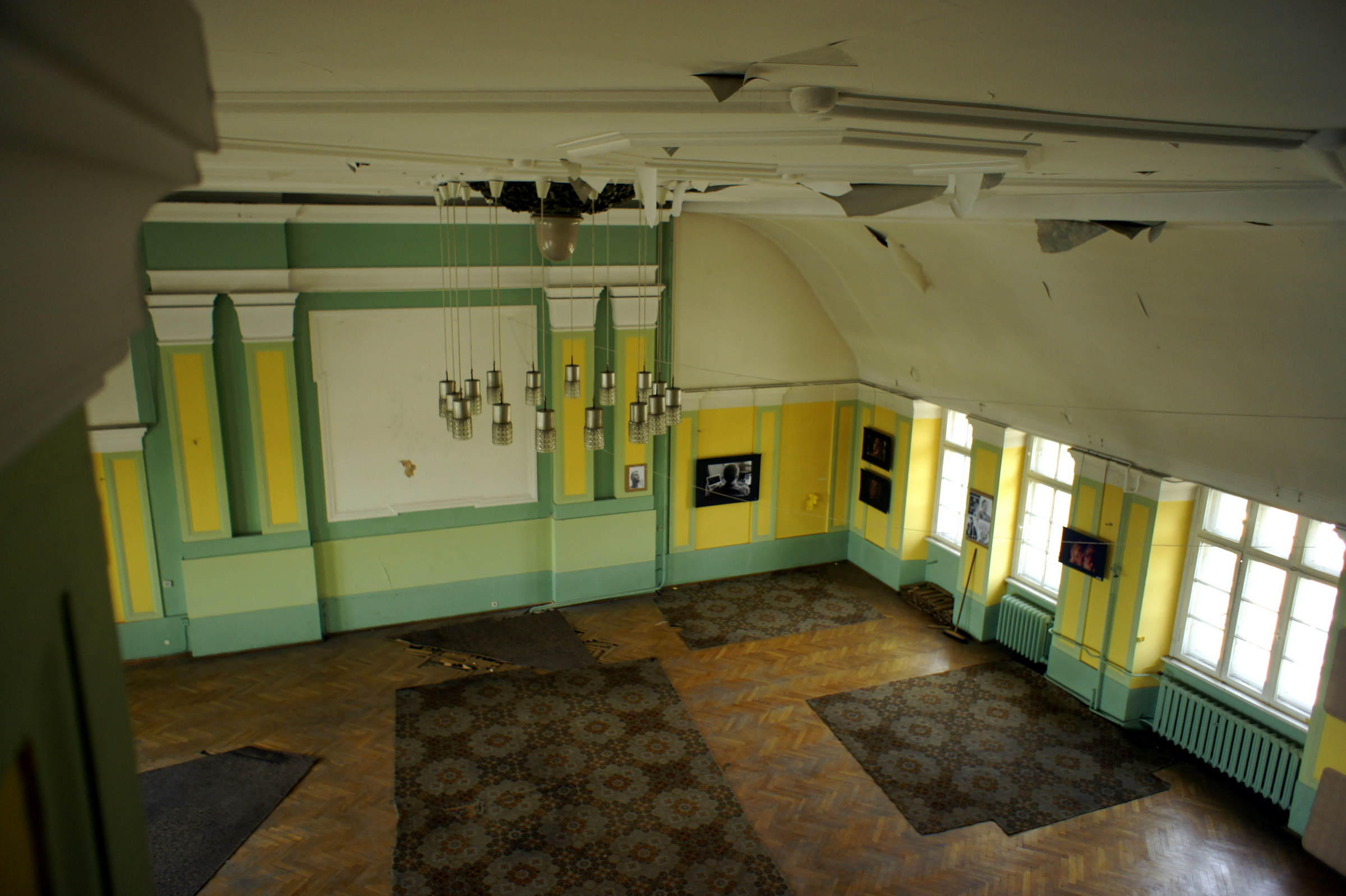
- sala posiedzeń członków rady
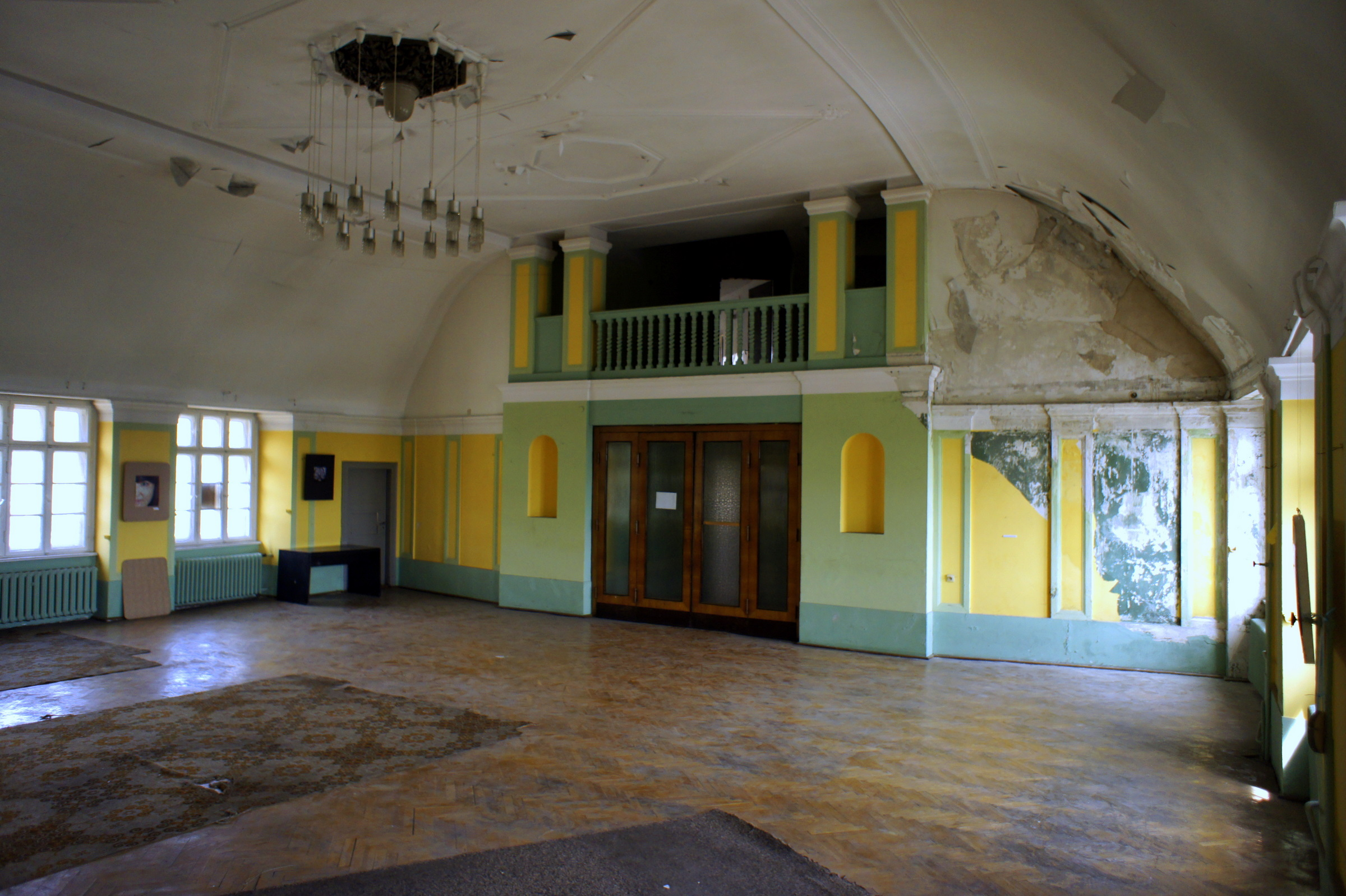
- wejście do sali posiedzeń i antresola
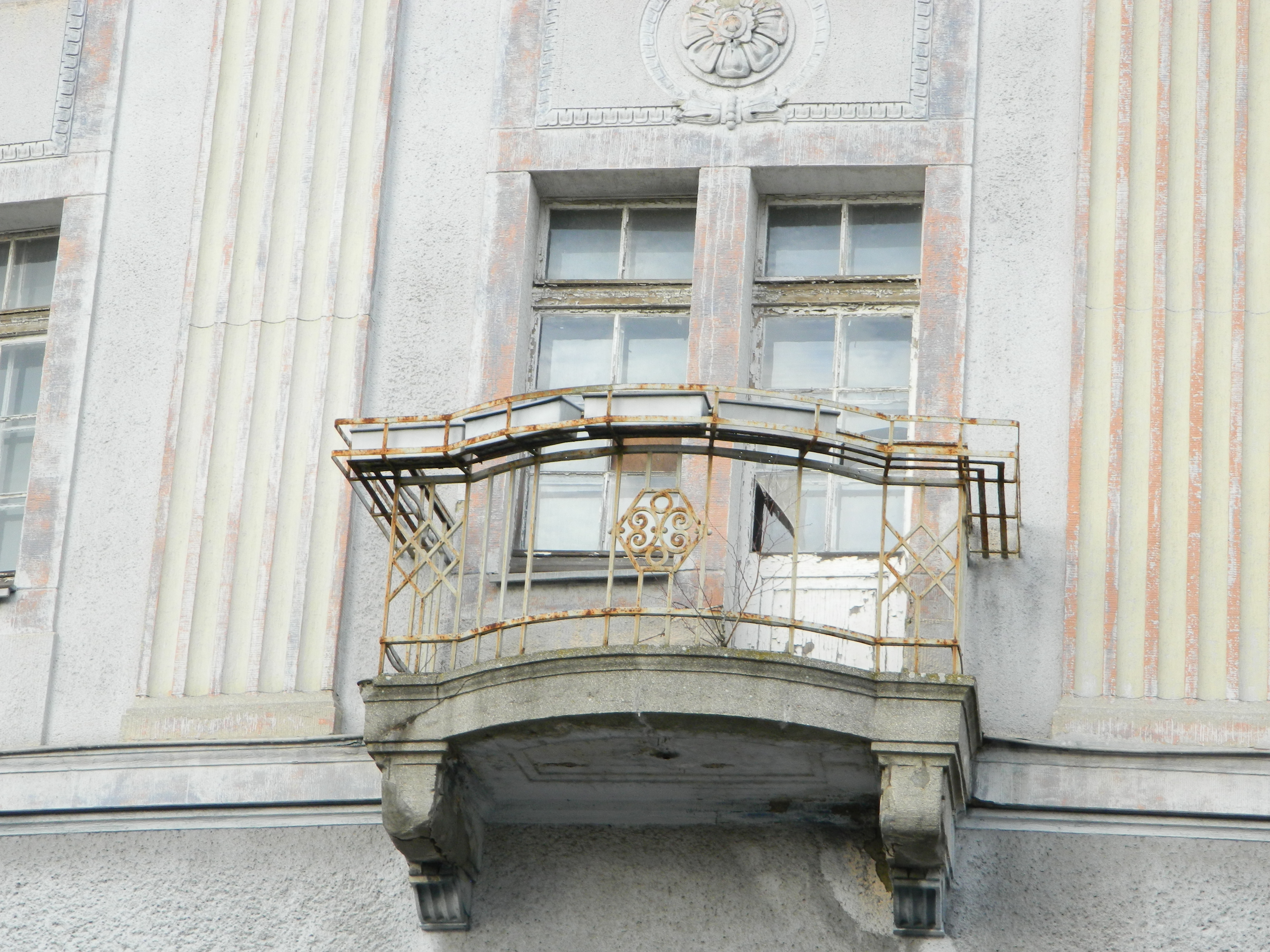
Jeden z balkonów